# Chondrosteosaurus gigas
Chondrosteosaurus gigas  (gr. “lagarto de huesos de cartílago gigante”) es la única especie conocida del género extinto Chondrosteosaurus de dinosaurio saurópodo macronario, que vivió a principios del período Cretácico, hace aproximadamente 130 millones de años, en el Barremiense, en lo que hoy es Europa.
Chondrosteosaurus fue un saurópodo de 18 metros de largo, 5 de alto y 20 toneladas de peso. Era un dinosaurio de cuello largo que se alimentaba de la vegetación resistente con sus dientes en forma de cuchara. Fue nombrado debido a que Owen pensó que los huecos en sus vértebras estaban llenos de cartílago, más que de aire, a diferencia de lo propuesto por Harry Selley en su descripción de Ornithopsis. El holotipo de Chondrosteosaurus gigas, fue descrito por  Richard Owen en 1876 a partir de material encontrado en la Formación Wessex de la Isla de Wight. Una segunda especie, C. magnus, reportada también por Owen en 1876, es considerada como nomen dubium, e incluida en Ornithopsis hulkei.
Ch. gigas se conoce solo por dos vértebras del cuello, los especímenes BMNH R46869 y BMNH R46870, con distintivos pasajes y hoyos neumáticos, hoy interpretados como llenos de aire, entre ellas hay una que se puede utilizar para la identificación. Fue colocada originalmente en los Camarasauridae debido a una lámina que se dividía de forma oblicua dentro del pleurocoelo y la amplia superficie ventral plana del centro. Sin embargo, estas características están presentes en los diplodócidos, braquiosáuridos y varios otros saurópodos y no sirven para el diagnóstico. En todo caso es considerado un Macronaria puede estar emparentado con Camarasaurus o posiblemente se trata de un titanosáurido basal.